# Burg Rietberg
Die abgegangene Burg Rietberg war Sitz der Grafen von Rietberg an der Stelle des späteren Franziskanerklosters in der Stadt Rietberg. Sie ist nicht zu verwechseln mit dem späteren Schloss Rietberg.

## Geschichte
Die Grafen von Werl-Arnsberg, zur Zeit von Graf Konrad II. († 1092) oder Friedrich des Streitbaren, erbauten zur Sicherung ihrer Macht eine Niederungsburg in einem sumpfigen Bogen der Ems. Um 1100 muss eine arnsbergische Burg bereits bestanden haben. Bei der Burg wird es sich um eine Erdhügelburg in Form einer Motte gehandelt haben. Sie lag strategisch am Schnittpunkt des gräflichen Interessenbereichs zu den weltlichen Einflussbereichen der Bistümer Münster, Paderborn und Osnabrück. Durch das sumpfige Gelände, Mauern und Wälle war die Anlage geschützt.
Zeitweise residierte in der Burg Graf Heinrich von Arnsberg, der Bruder Friedrichs des Streitbaren, als Vogt des Bistums Paderborn. Die Burg wurde 1124 durch Lothar von Süpplingenburg nach dem Tod Friedrichs zerstört und danach wieder aufgebaut. Bereits 1141 ist die Burg wieder nachweisbar.
Nach der Erbteilung zwischen Graf Gottfried III. und Konrad I. von Rietberg diente die Burg als Hauptsitz der von Konrad begründeten Grafen von Rietberg.
An Stelle der alten Burg wurde 1353 an anderer Stelle eine neue Burg erbaut, die bis Anfang des 19. Jahrhunderts Sitz der Rietberger Landesherren war. In der Umgebung der alten Burg hatte sich eine Siedlung entwickelt, die 1374 Stadtrecht erhielt. Die alte Burg diente zeitweise als Witwensitz und wohl auch für Verwaltungszwecke. Nachdem es im 17. Jahrhundert zur Rekatholisierung der Grafschaft kam, wurde an der Stelle der alten Burg 1619 ein Franziskanerkloster gegründet.